# 호박 (종)
호박(Cucurbita moschata)은 박과에 속하는 한해살이 덩굴채소로, 중앙아메리카 또는 남아메리카 북부가 원산이며 세계 각지에 분포한다. 한국의 맷돌호박과 애호박, 조선호박과 서울다다기호박이 호박의 재배종에 속한다. 잭오랜턴을 만들 때 쓰는 호박이나 애호박과 비슷하게 생긴 주키니호박은 페포호박(C. pepo) 품종이고, 단호박은 서양호박(C. maxima) 품종이다. 호박(C. moschata)은 서양호박이나 페포호박에 비해 호박속 식물의 공통 조상과 비슷하며, 호박속 안에서 여러 종을 잇는 다리 역할을 한다.

## 특징
호박 잎은 심장모양 또는 콩팥모양으로, 커다랗고 거친 털로 덮여 있으며 가장자리가 5개로 얕게 갈라지고 갈래조각에 톱니가 있다. 잎자루가 길고, 어긋나기한다.
꽃은 암수한그루로서, 수꽃과 암꽃이 따로 핀다. 6월부터 서리가 내릴 때까지 종 모양의 노란 꽃이 잎겨드랑이에 1개씩 달려 핀다. 수꽃에만 있는 화분을 벌이 암꽃에 옮기면 수분이 되고, 수분된 암꽃에서 호박이 자란다. 암꽃 하나하나가 단 하루만 피어 수분할 수 있는 데다가 호박꽃 대부분이 수꽃이기 때문에 실제로 호박을 생성하는 꽃은 몇 송이밖에 없다. 수꽃은 꽃대가 길며 꽃받침통이 얕고 갈래조각의 기부가 꽃부리에 붙어 있으며 암꽃은 꽃대가 짧고 밑부분에 긴 씨방이 있으며 꽃받침갈래조각이 다소 잎같이 된다.
덩굴은 단면이 오각형이고 긴 흰색 솜털이 나있으며 덩굴손으로 감으면서 자라지만 개량된 것은 덩굴성이 아닌 것도 있다.
호박 열매는 여러 종류가 있으며, 모양과 빛깔도 품종에 따라 다르다. 원형 또는 타원형으로 껍질이 단단하거나 무르다. 속은 결이 거칠고 끈끈한 섬유질로 이루어져 있으며 열매 가운데에 씨가 들어 있다. 열매의 무게는 대개 7-14kg 정도이지만 90kg이 넘게 나가는 것도 있다. 열매는 대개 오렌지색을 띠며, 노란색·녹색·흰색 등 다른 색깔을 띠는 것도 많다. 익으면 바깥면이 주로 짙은 황갈색을 띤다. 편평하고 맛이 좋은 씨가 많이 들어 있다. 완숙된 종자로 번식한다.

## 재배
전국 각지에서 재배한다. 호박은 약간 산성인 토양에서 잘 자라며 대개 씨를 뿌린 뒤 약 4개월이면 익는다. 낮은 온도에서도 잘 견디지만 기온이 비교적 높고, 땅은 수분이 풍부한 편이 좋다. 뿌리를 넓고 길게 뻗어서 거름을 흡수하는 힘이 강하므로 땅은 별로 가리지 않는다. 5월에 구덩이를 파고 심으며, 자람에 따라 빽빽하게 심겨진 포기는 원덩굴과 3-5마디에서 나오는 곁덩굴 2-3개만을 남기고 나머지는 따 버린다. 호박은 한 덩굴에 암꽃과 수꽃이 따로 핀다. 열매가 맺으려면 꽃가루가 암술머리에 묻어야 하는데 이 일을 곤충이 한다. 그래서 비가 계속해서 오면 곤충이 날아들지 않으므로 인공수분을 해 주어야 한다. 인공수분은 오전 9시 이전에 그 날 핀 수꽃을 따서 꽃잎을 떼고 수술의 꽃밥을 암꽃의 암술머리에 문질러 꽃가루를 묻혀 주면 된다.

## 재배종

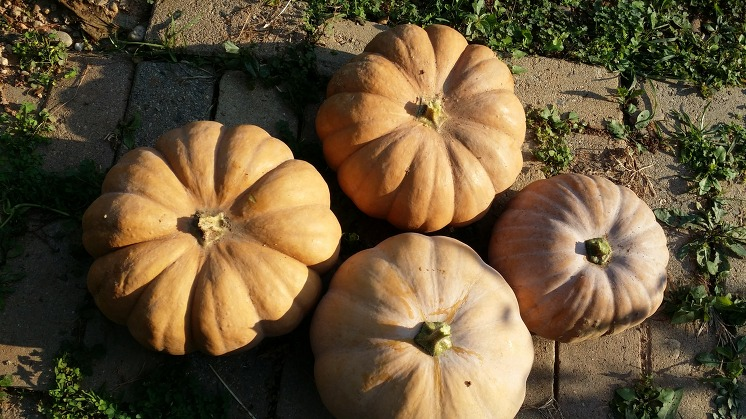
맷돌호박 (영어: cheese pumpkin)
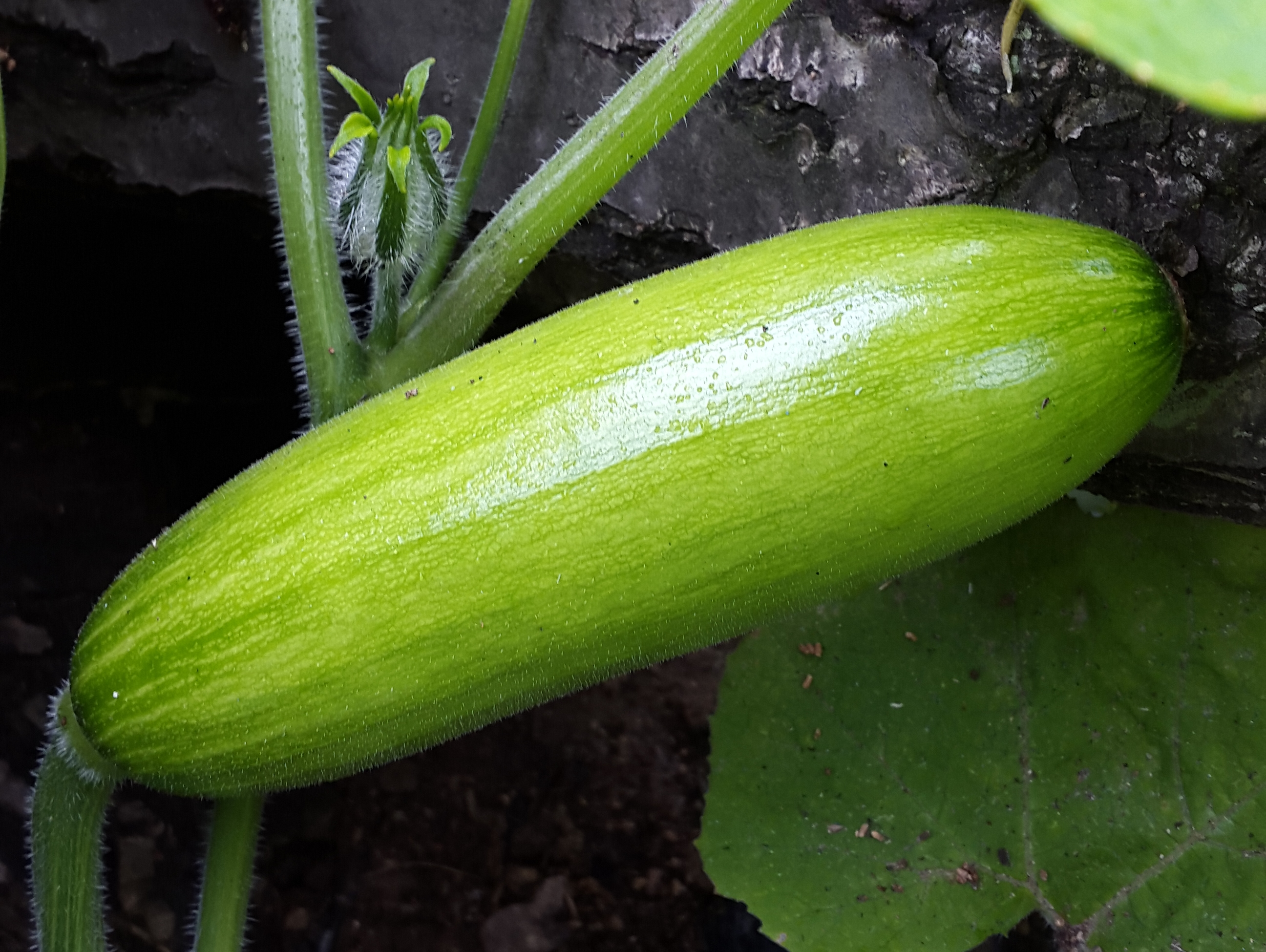
애호박 (영어: aehobak, Korean zucchini)
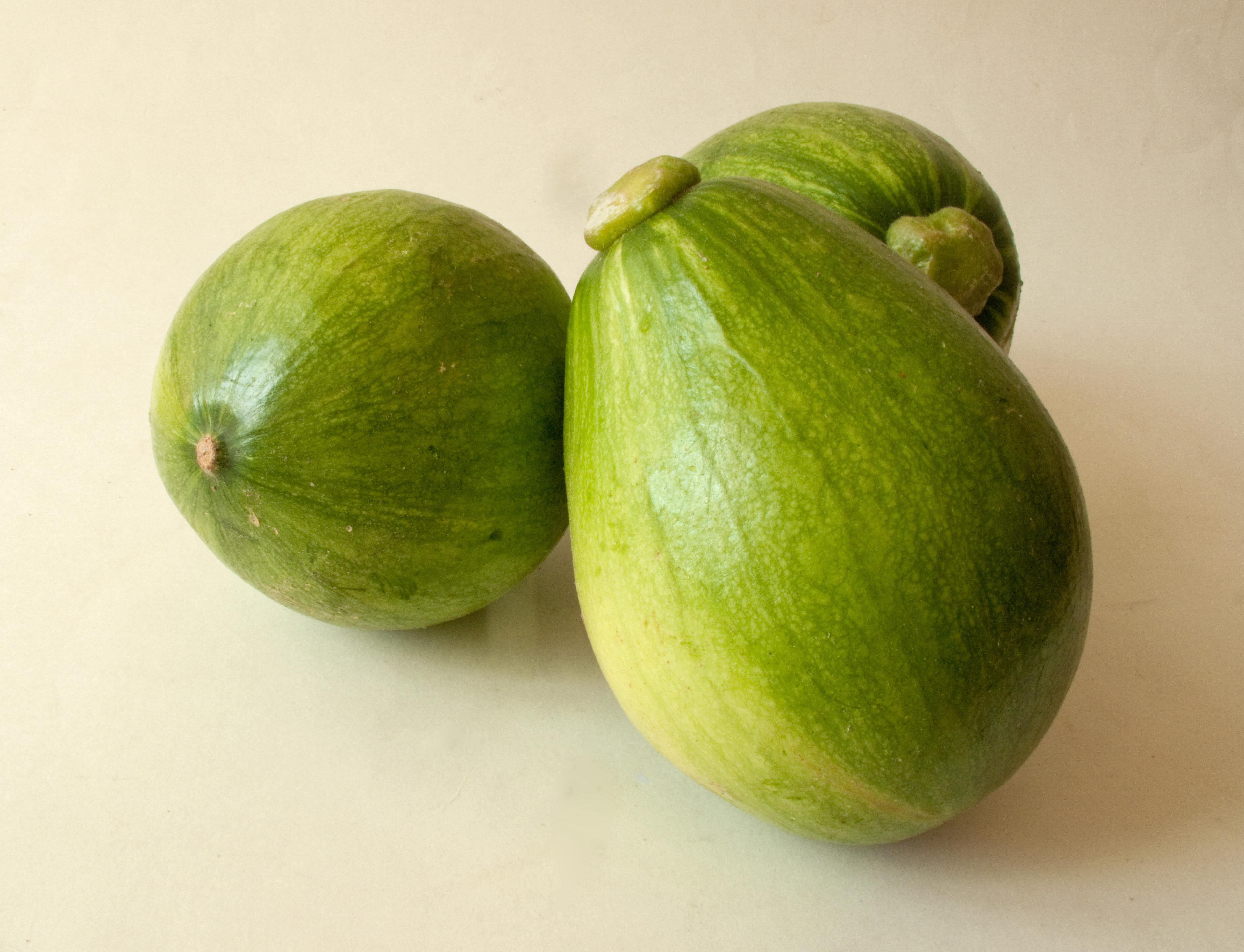
조선호박 (영어: Korean squash)
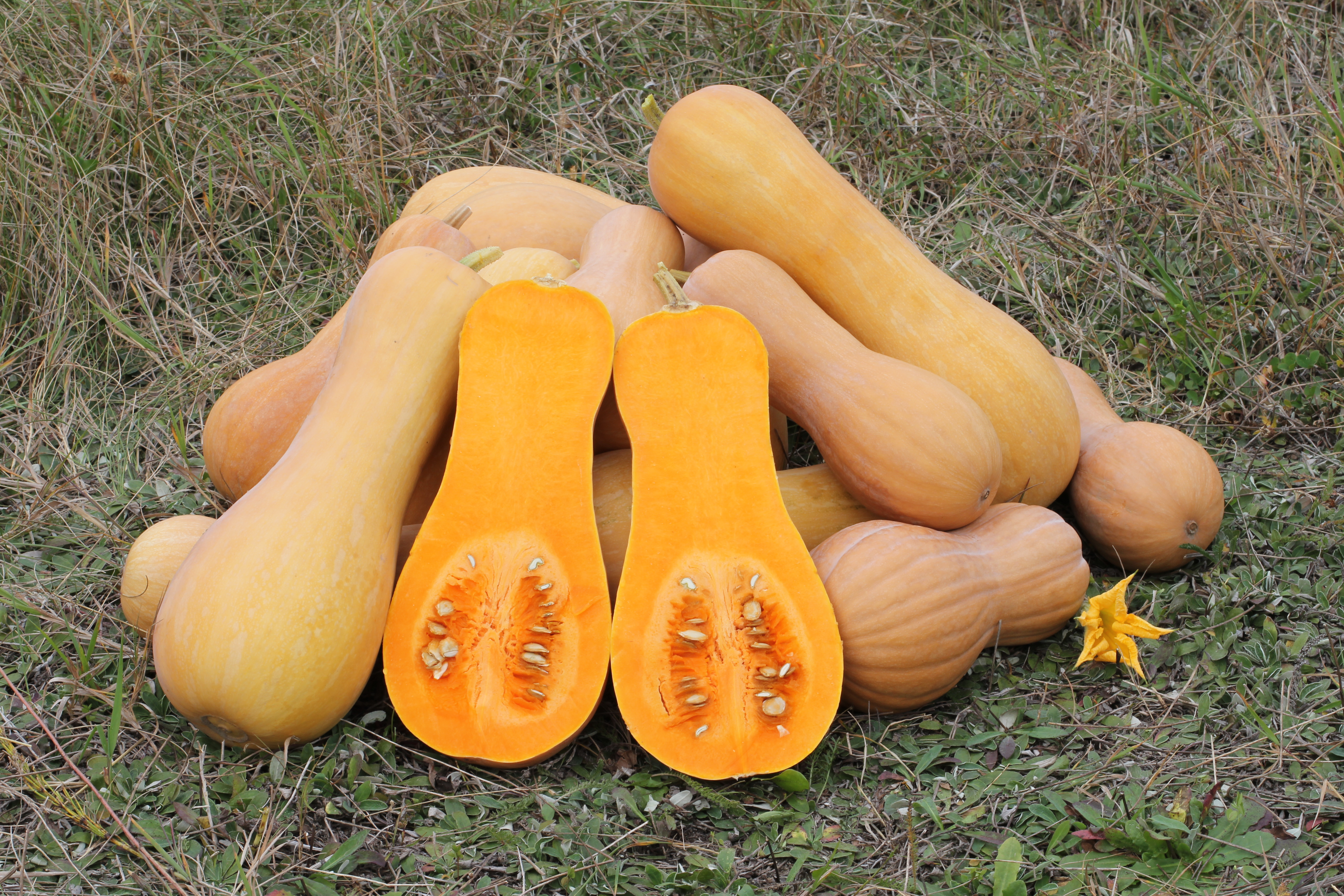
땅콩호박 (영어: butternut squash)
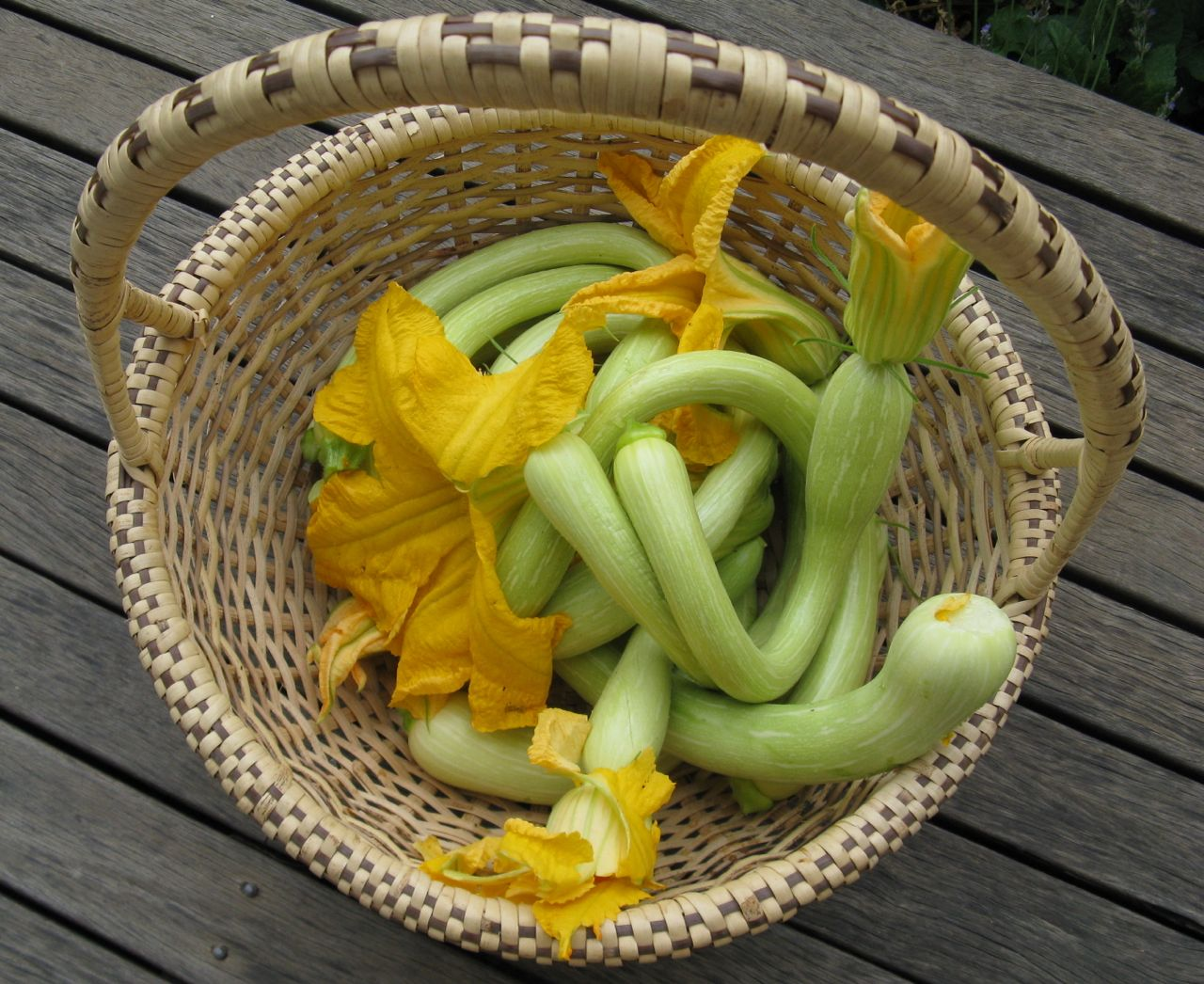
트롬베타호박 (이탈리아어: zucchina trombetta)
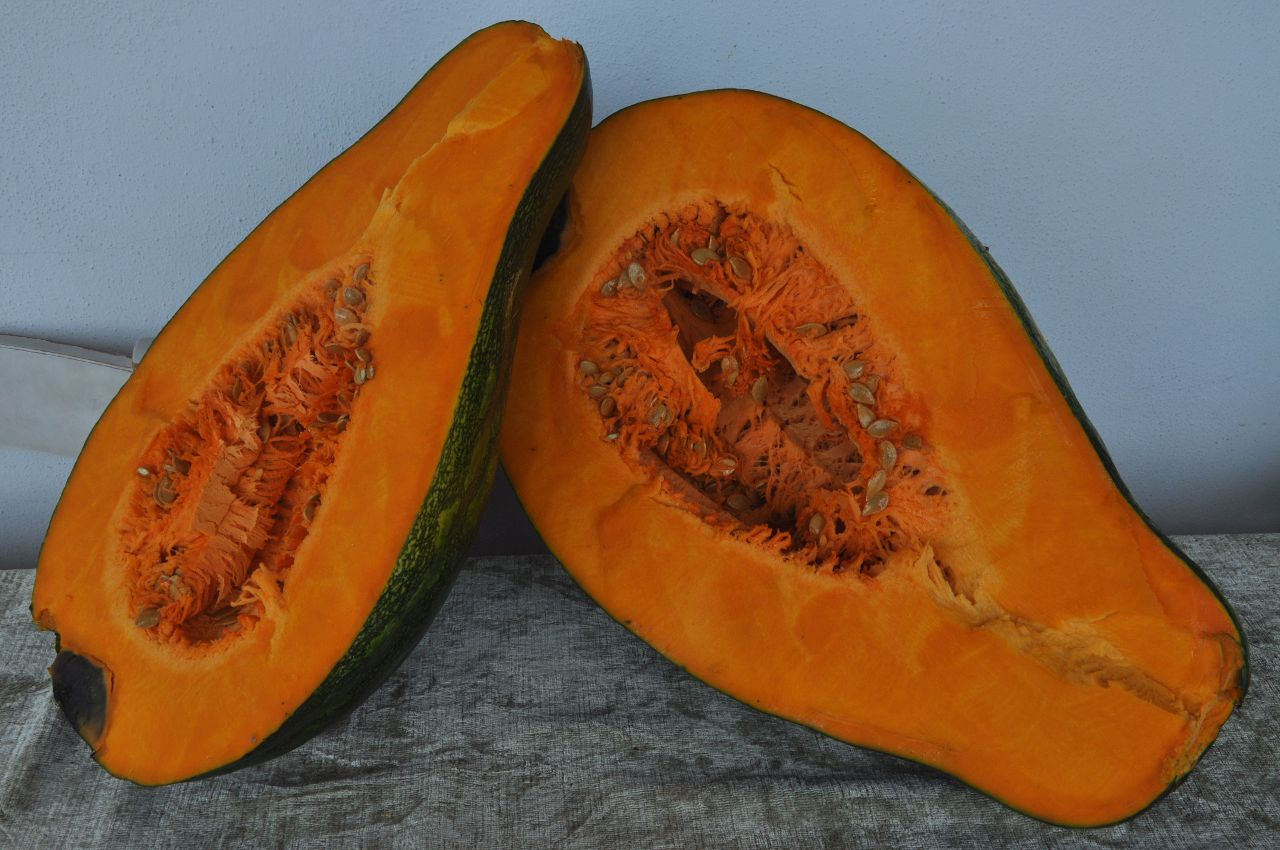
지로몽호박
(프랑스어: giromon)

## 이용
호박 열매는 비타민A와 칼륨이 풍부하며, 여러 방법으로 요리해 먹을 수 있고 가축 사료로도 이용한다. 호박 씨는 널리 애용되는 간식이고 단백질과 철분의 공급원이기도 하다.

## 사진

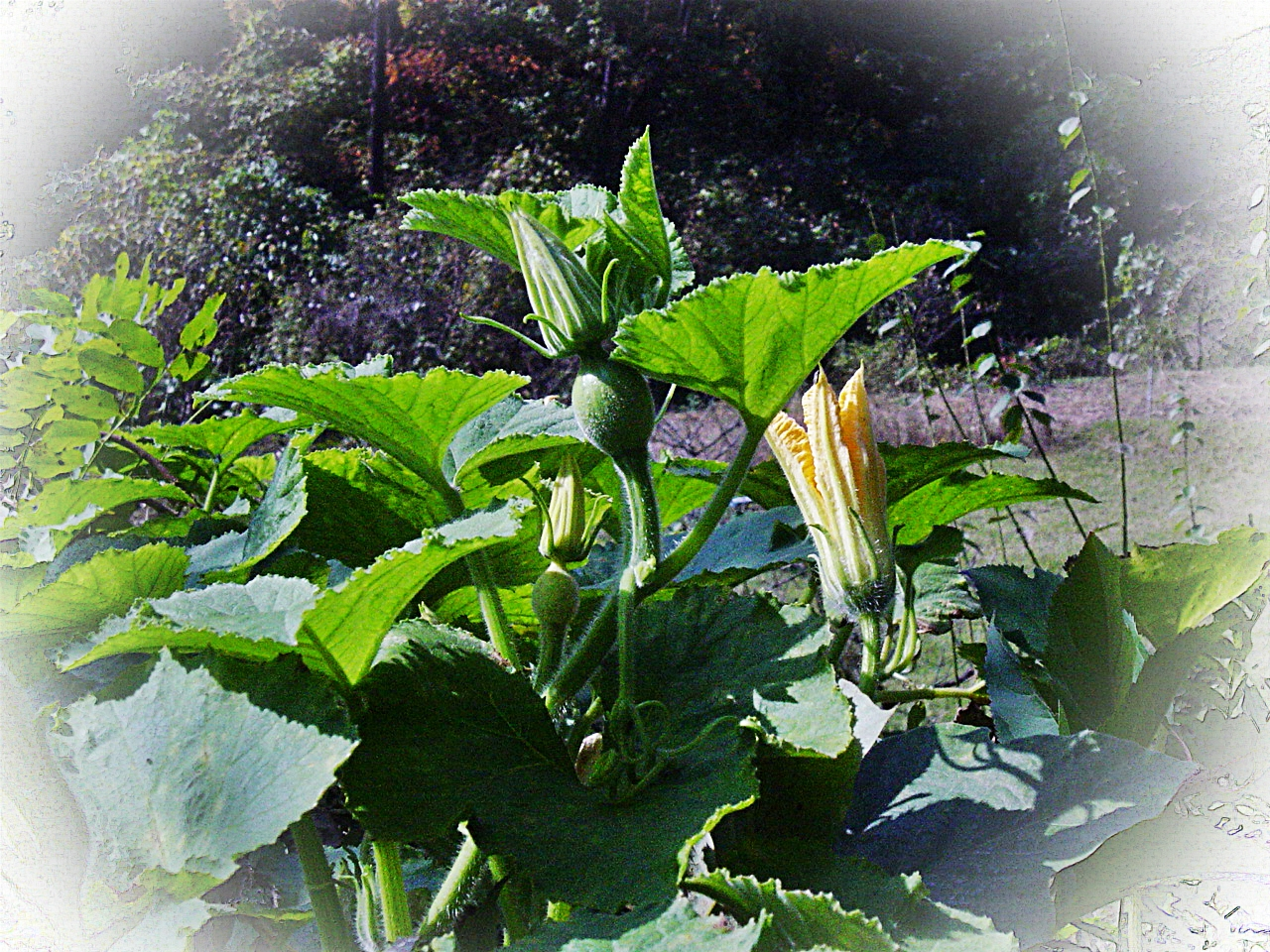
자갈밭에 핀 호박 꽃
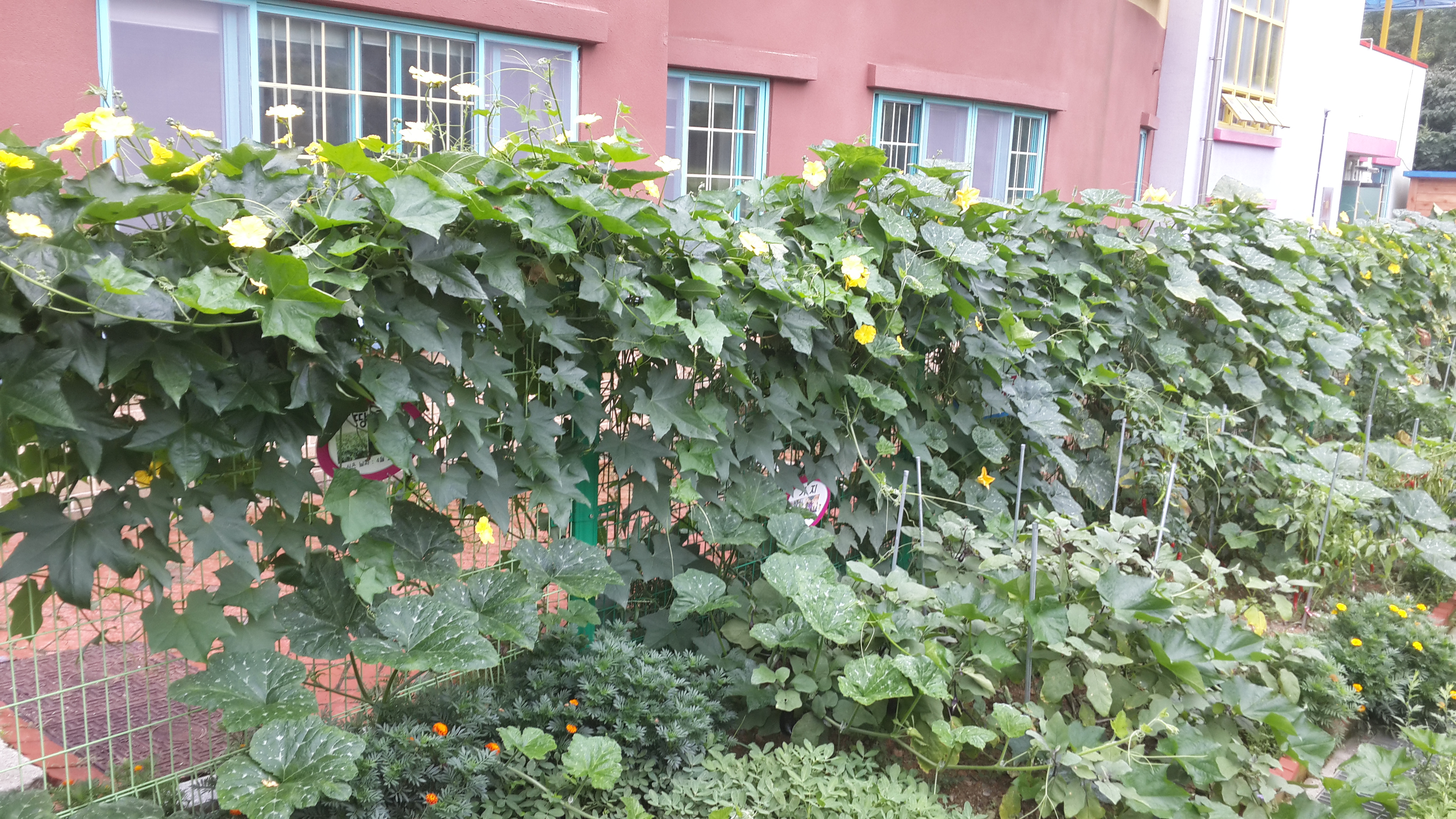
덩쿨로 자라는 호박꽃
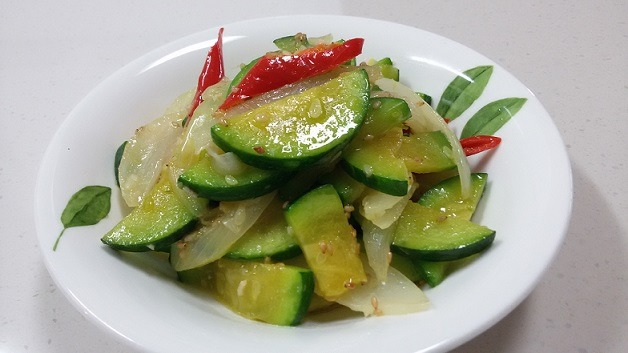
호박볶음

## 참고 문헌
- 이 문서에는 다음커뮤니케이션(현 카카오)에서 GFDL 또는 CC-SA 라이선스로 배포한 글로벌 세계대백과사전의 내용을 기초로 작성된 글이 포함되어 있습니다.